# Comedores Comunitarios (México, D.F.)
Comedores Comunitarios es un programa social impulsado en la Ciudad de México por el Gobierno del Distrito Federal (GDF) que busca garantizar el derecho de las y los capitalinos a una alimentación nutritiva y accesible. 
Desde 2012 el GDF incluyó el programa entre sus políticas públicas denominadas Capital Social, delegando la supervisión del mismo a la Secretaría de Desarrollo Social (Sedesol ). 

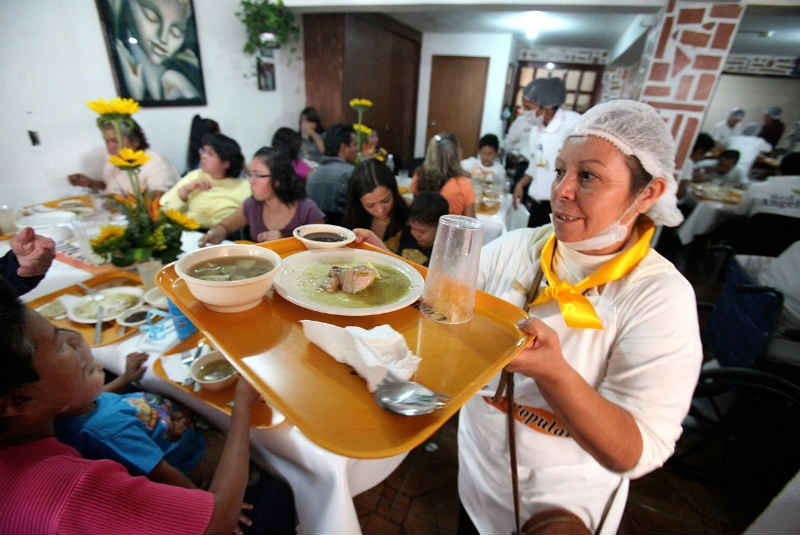
Comedores Comunitarios en la Ciudad de México

En enero del año 2009 surgieron los primeros comedores comunitarios, siendo pioneros en México en este tipo de programas sociales. El objetivo del programa es apoyar a las unidades habitacionales, pueblos, barrios y colonias clasificadas como de media, alta y muy alta marginación en las 16 delegaciones políticas para que tengan acceso a los alimentos. 
Las personas que acuden a los comedores comunitarios reciben comidas completas y nutritivas, sin distinción de sexo, edad, escolaridad o condición económica, por un precio simbólico de diez pesos mexicanos. Además, de ser una fuente de empleo para los encargados de los mismos y sus proveedores, ofreciendo en su primer año 800 empleos.
El horario de atención de los comedores comunitarios es de 10:00 a 16:00 horas, de lunes a viernes, exceptuando días festivos.

## Cifras
Hasta mediados del año 2014 existían 197 comedores distribuidos en las 16 delegaciones políticas del Distrito Federal. Este mismo año, la Sedeso capitalina propuso a la Asamblea Legislativa del Distrito Federal (ALDF) elaborar una ley de comedores comunitarios, para otorgar el servicio universal en la Ciudad de México y que el programa sea independiente del gobierno en turno. 

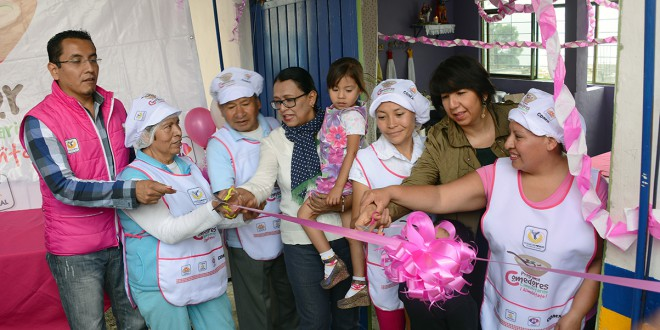
Comedores Comunitarios 3

En el año 2009 se crearon 160 comedores, y para finales del año 2010 la SEDESO recibió 364 solicitudes para instalar nuevos comedores en las delegaciones Iztapalapa, Gustavo A. Madero, Xochimilco, Álvaro Obregón, Tláhuac y Milpa Alta. Incluso se recibieron solicitudes de municipios del Estado de México. 
Para el 2012, se fijó como meta mantener en operación los 160 comedores comunitarios ya existentes e instalar 40 nuevos comedores; este año llegaron a funcionar simultáneamente hasta 204 espacios. 
En 2012 se cerró el año con 195 Comedores Comunitarios instalados y en correcto funcionamiento. Cifras de la Sedeso local reportan que el 60% de los asistentes son mujeres y el 40% hombres. 
El número de los comedores comunitarios por delegación es el siguiente:
| Álvaro Obregón    | 16 | Iztapalapa          | 38 |
| Azcapotzalco      | 2  | Magdalena Contreras | 8  |
| Benito Juárez     | 3  | Miguel Hidalgo      | 5  |
| Coyoacán          | 11 | Milpa Alta          | 11 |
| Cuajimalpa        | 1  | Tláhuac             | 12 |
| Cuauhtémoc        | 7  | Tlalpan             | 23 |
| Gustavo A. Madero | 24 | Venustiano Carranza | 8  |
| Iztacalco         | 9  | Xochimilco          | 19 |

## Requisitos

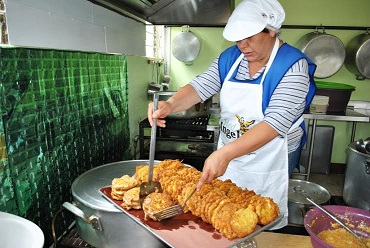
Comedores Comunitarios 2

Para abrir un comedor comunitario el Gobierno del Distrito Federal solicita los siguientes requisitos a los interesados:
1. Llenar una solicitud de incorporación al Programa en la Sedesol-DF, por medio de la Coordinación de Comedores Comunitarios.
2. Contar con un lugar ubicado preferentemente en alguna de las unidades territoriales consideradas de media, alta y muy alta marginación, conforme a la clasificación del Índice de Marginación del Distrito Federal 2003, así como en aquellas zonas de la ciudad que tienen condiciones socio-territoriales de pobreza, desigualdad y alta conflictividad social.
3. El espacio propuesto para ser incorporado al Programa debe cumplir con las siguientes características físicas:

- Total de 30m2 aproximadamente.
- Acreditar la posesión del espacio en donde se pretenda instalar el comedor.
- Pisos, paredes y techos de superficies lavables.
- Ventilación e iluminación adecuadas.
- Instalaciones hidráulicas y sanitarias que garanticen el manejo higiénico de los alimentos, tanto por los responsables de la administración y servicio en el comedor, como por los usuarios del mismo.
- Garantizar condiciones de accesibilidad para personas adultas mayores, mujeres embarazadas y personas con discapacidad.

1. Asimismo, los interesados en abrir un comedor tiene que ser mayores de edad, con disponibilidad de tiempo para organizar y operar la cocina popular, y preferentemente ser residentes de la Unidad Territorial donde proponen la instalación.